# All We Imagine As Light - Amore a Mumbai
All We Imagine As Light - Amore a Mumbai (All We Imagine as Light) è un film del 2024 scritto e diretto da Payal Kapadiya, al suo primo lungometraggio di finzione.

## Trama
La quotidianità di Prabha, un'infermiera del Kerala che lavora a Mumbai, è interrotta dall'arrivo di un pacco inviatole dal marito, che vive in Germania per lavoro e non vede da oltre un anno dal loro matrimonio combinato: il regalo, una cuociriso, fa riaffiorare sentimenti dolorosi che aveva cercato di lasciarsi alle spalle dedicando anima e corpo al lavoro. La sua vivace e più giovane coinquilina Anu, un'infermiera anch'essa, ha una appassionata relazione clandestina col ragazzo musulmano Siyasu, nonostante i pettegolezzi delle altre infermiere. La coppietta fatica a trovare un posto dove appartarsi, arrivando a escogitare un giorno uno stratagemma per sfruttare la casa lasciata vuota degli zii di Siyasu, il piano viene tuttavia mandato a monte dall'arrivo improvviso di un monsone. In ospedale, Prabha è oggetto delle garbate avances del dottor Manoju, un suo corregionario che fatica ad ambientarsi nella grande città ed abituarsi a parlare hindī come il suo ruolo imporrebbe. Prabha, bisognosa di certezze, lo respinge, rigidamente aggrappata al suo matrimonio, per questo quando Anu si propone di aiutarla a rompere il ghiaccio, si arrabbia con lei e la insulta dandole della poco di buono, anche se poi le chiede scusa. La notte prova a chiamare suo marito, ma scopre che ha cambiato numero di telefono.
Prabha cerca di aiutare l'anziana cuoca dell'ospedale, Parvati, in procinto di essere sfrattata dal suo chawl per facilitare la costruzione di un grattacielo. La visita delle donne dall'avvocato, però, si rivela infruttuosa in quanto il nome di Parvati non risulta su nessuno dei documenti di proprietà intestati al suo defunto marito. Senza nessuno su cui contare a Mumbai, Parvati decide di lasciare l'ospedale e tornare al suo villaggio sul mare a Ratnagiri. Prabha e Anu viaggiano con lei, per aiutarla nel trasloco, seguite, all'insaputa della prima, anche da Siyasu. Lui e Anu si incontrano di nascosto nelle grotte sulla spiaggia e fanno sesso, spiati da Prabha. Tornata in spiaggia, Prabha salva uno sconosciuto dall'annegamento, rianimandolo con un massaggio cardiaco. Mentre si prende cura di lui in attesa dell'arrivo del dottore più vicino, si immagina di parlagli come se fosse suo marito: lui si scusa per averla abbandonata, ma lei non lo perdona e gli dice che non vuole più vederlo. A tarda notte, in un bar sulla spiaggia, Prabha, non più gelosa, sorprende Anu chiedendole di invitare Siyasu a sedersi con loro due e Parvati, e tutti assieme chiacchierano guardando il cielo stellato.

## Produzione

### Sviluppo
È il risultato di una co-produzione dell'indipendente francese Petit Chaos e l'indiana Chalk & Cheese Films, al suo primo film, con finanziamenti statali e privati provenienti da altri vari Paesi europei, e girato da una troupe al 99% indiana.
Kapadiya si è ispirata a un periodo della sua vita nel quale si era trovata ad accompagnare due parenti in due diversi ospedali della città per diversi mesi, facendo amicizia con infermiere originarie del Kerala come Prabha e Anu. Il titolo originale All We Imagine as Light (lett. "Tutto ciò che immaginiamo come luce") è stato preso da un'opera d'arte datata 2016 di Nalini Malani, madre della regista. Aveva inoltre voluto sottolineare la gentrificazione, le disparità sociali e il carattere multiculturale della città che aveva osservato crescendovi.
Non conoscendo il malayālaṃ, Kapadiya ha fatto tradurre la sceneggiatura da professionisti una volta ultimata e ne ha poi ascoltato i dialoghi declamati, cambiandone quindi alcune parole con dei sinonimi se queste avevano un suono troppo poco morbido rispetto alle intenzioni con cui erano state scritte.

#### Casting
A Kani Kusrti era stata affidata la parte di Prabha già durante la stesura della sceneggiatura, dato che Kapadiya voleva lavorare assieme a lei da tempo per via delle loro affinità politiche. Non era invece certa se lasciar interpretare Anu a Divya Prabha, che conosceva soltanto grazie al film Aṟiyippŭ (2022), in cui ricopriva un ruolo severo e arcigno, l'opposto di quanto aveva in mente.
In un primo momento, Kapadiya aveva pensato ad un'attrice non professionista per il ruolo di Parvati, incontrando 200 interessate; tuttavia, ha finito per scegliere Chaya Kadam resasi contro della poca praticità che avrebbe comportato una scelta simile, avendo tutte le donne in lizza per la parte già un lavoro da cui dipendevano e che non potevano lasciare per la durata delle riprese.

### Riprese
Le riprese sono durate 25 giorni a Mumbai, seguite da 15 giorni a Ratnagiri. Durante la prima parte della lavorazione, Kapadiya e il direttore dalla fotografia Ranabir Das hanno accentuato il colore blu, avendo notato durante un sopralluogo che nel corso della stagione dei monsoni la città si riempiva di coperture di tela catramata di quel colore, donando una sfumatura caratteristica a fotografie e riprese; per la seconda parte, essendo il paesaggio attorno a Ratnagiri dominato da depositi di laterite, hanno enfatizzato invece il rosso e il giallo.

## Promozione
Il trailer del film è stato diffuso online l'8 maggio 2024, seguito da quello in italiano il 13 settembre.

## Distribuzione
Il film è stato presentato in anteprima il 23 maggio 2024 al 77º Festival di Cannes, il primo film indiano a concorrervi dal 1994. È stato presentato ad altri vari festival internazionali come Chicago, Londra, New York, San Sebastián, Tokyo e Toronto. È stato distribuito nelle sale cinematografiche del Kerala a partire dal 21 settembre 2024, e poi in quelle di tutta l'India a partire dal 22 novembre seguente. È stato distribuito in quelle italiane da Europictures a partire dal 10 ottobre dello stesso anno. In tutto il film è stato distribuito al cinema in 50 Paesi, quando il precedente lungometraggio della regista non aveva neanche beneficiato di una distribuzione convenzionale in India.

## Accoglienza

### Incassi
Il film ha incassato poco più di 3,2 milioni di dollari.

### Critica
Sull'aggregatore di recensioni online Rotten Tomatoes, il film detiene una percentuale di gradimento da parte della critica del 100%, basata su 146 recensioni, con una media dell'8,5; il sito Metacritic gli assegna una media ponderata di 93 su 100, basata sulle recensioni di 35 critici.
È stato eletto miglior film dell'anno dalla rivista britannica Sight & Sound al termine di un sondaggio con campione 100 critici cinematografici in tutto il mondo, mentre i Cahiers du cinéma l'hanno inserito nella loro lista annuale dei migliori film dell'anno al 5º posto.

## Controversie
Nel settembre 2024, nell'ambito della scelta del candidato indiano all'Oscar al miglior film straniero 2025, il film viene bocciato dalla commissione di 13 uomini preposta dalla Film Federation of India (FFI), che gli preferisce invece la commedia in lingua hindī Lāpatā Ladies. Questa scelta ha dato adito a polemiche in patria, considerato il plauso della critica internazionale e i premi vinti che, nell'opinione dei suoi sostenitori, avrebbero fatto del film un candidato certo agli Oscar; dal 1953, l'India ha ricevuto solo tre candidature nella categoria. La stessa commissione era stata criticata in anni precedenti per aver preferito altri film a successi internazionali come Lunchbox (2013) e RRR (2022).
Riviste di settore come l'americana Variety hanno avanzato svariate ipotesi sulla motivazione, tra cui il fatto che Lāpatā Ladies fosse stato prodotto dalla star di Bollywood Amir Khan e dai Jio Studios, parte del conglomerato Reliance Industries del multimiliardario Mukesh Ambani, oltre ad essere distribuito a livello internazionale su Netflix. La commissione ha giustificato la scelta definendolo "troppo poco indiano" e "un film europeo girato in India". Per quanto rifiutando questa caratterizzazione come illogica data la varietà etno-linguistica del subcontinente, Kapadiya si è detta felice per il successo di un'altra donna indiana, la regista di Lāpatā Ladies Kiran Rao, e soddisfatta dall'attenzione degli spettatori che i premi già vinti avevano recato al film.
Nel dicembre 2024, dopo che Lāpatā Ladies non è risultato nella short-list di 15 film pre-selezionati, le polemiche si sono riaccese. Il presidente della commissione, il regista di lingua assamese Jahnu Barua, ha difeso nuovamente la sua decisione, sostenendo che Amore a Mumbai fosse «molto scarso a livello tecnico» e perciò ineleggibile.

## Riconoscimenti
- 2025 – Golden Globe
  - Candidatura per la miglior regista a Payal Kapadiya
  - Candidatura per il miglior film straniero
- 2024 – Festival di Cannes
  - Grand Prix speciale della giuria
  - In concorso per la Palma d'oro
- 2024 – Chicago Film Critics Association
  - Miglior film straniero
- 2024 – Chicago International Film Festival
  - Premio della giuria
- 2024 – Gotham Independent Film Awards
  - Miglior film straniero
  - Candidatura per la miglior regista a Payal Kapadiya
- 2024 – Los Angeles Film Critics Association
  - Miglior film straniero
- 2024 – National Board of Review
  - Migliori cinque film stranieri
- 2024 – New York Film Critics Circle
  - Miglior film straniero
- 2024 – San Diego Film Critics Society
  - Miglior film straniero
- 2024 – St. Louis Film Critics Association
  - Candidatura per il miglior film straniero
- 2025 – Critics' Choice Awards
  - Candidatura per il miglior film straniero
- 2025 – Independent Spirit Awards
  - Candidatura per il miglior film straniero
- 2025 – National Society of Film Critics
  - Miglior film (2º posto)
  - Miglior regista a Payal Kapadiya
  - Miglior film straniero
- 2025 – Premio Lumière
  - Candidatura per il miglior film